# شوكول (آبجدان)
شوكول (بالفارسية: شوکل) هي منطقة سكنية تقع في إيران في قسم آبجدان الريفي. يقدر عدد سكانها بـ 1042 نسمة بحسب إحصاء 2016.